# یواس‌اس فیرلس (اس‌پی-۷۲۴)
یواس‌اس فیرلس (اس‌پی-۷۲۴) (به انگلیسی: USS Fearless (SP-724)) یک کشتی بود که طول آن ۱۰۳ فوت (۳۱ متر) بود. این کشتی در سال ۱۸۷۷ ساخته شد.
این کشتی در جنگ جهانی اول به عنوان یدک کش در منطقه فیلادلفیا، پنسیلوانیا، خدمت کرد.  ظاهراً پس از پایان جنگ در خدمت نیروی دریایی باقی ماند.